# Jüdische Gemeinde im Lande Bremen
Die Jüdische Gemeinde im Lande Bremen ist mit über 840 Mitgliedern (Stand: Herbst 2020) eine der größeren jüdischen Gemeinden Deutschlands. Sie bildete bis 2000 wie die Gemeinden von Köln, Frankfurt, Hamburg und Berlin innerhalb des Zentralrats der Juden in Deutschland einen eigenständigen Landesverband, der die jüdische Gemeinde in Bremen vertrat. Seit 2000 vertritt der jüdische Landesverband Bremens auch die Jüdische Gemeinde Bremerhavens, so dass die Gemeinden in Bremen und Bremerhaven einen eigenen Landesverband bilden, der die Freie Hansestadt Bremen umfasst. Vorsitzende ist Elvira Noa.

## Geschichte der jüdischen Gemeinde(n)

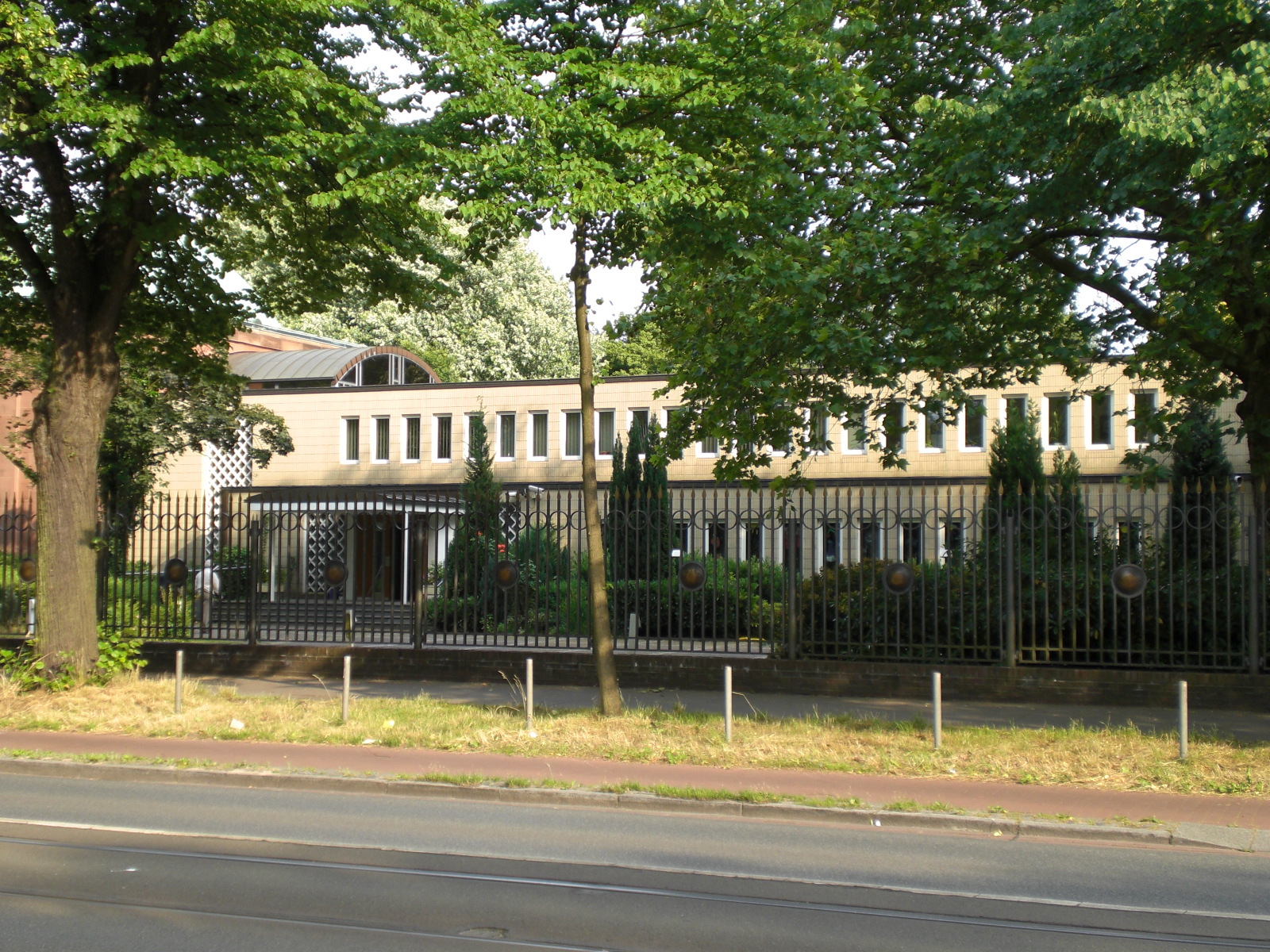
Synagoge in Bremen

### In Bremen
Im Jahr 1803 wurde eine Israelitische Gemeinde in Bremen gegründet, als die in Barkhof und in Hastedt wohnenden Schutzjuden und auch der jüdische Friedhof in der Deichbruchstraße in Hastedt in die Stadt Bremen eingegliedert wurden. Diese Schutzjuden lebten teilweise auf einem dem Königreich Hannover gehörenden Gebiet. 1813 wurde der Kaufmann Bendix Gumpel Schwabe zum Vorsteher der jüdischen Gemeinde in Bremen gewählt. Er meldete der Steuerbehörde 28 männliche Gemeindemitglieder; Frauen und Kinder wurden nicht gezählt. Schwabe und drei Deputierte beantragte 1814 beim Bremer Rat für die Juden den Erwerb der Bürgerrechte, die freie Religionsausübung und den Bau einer Synagoge mit Schule, die Genehmigung für freien Handel und Gewerbe sowie die Befugnis des Haus- und Grunderwerbs und der Aufnahme von Handfesten und Hypotheken. Der damalige Bürgermeister Johann Smidt und der Rat der Stadt betrieben eine judenfeindliche Politik.

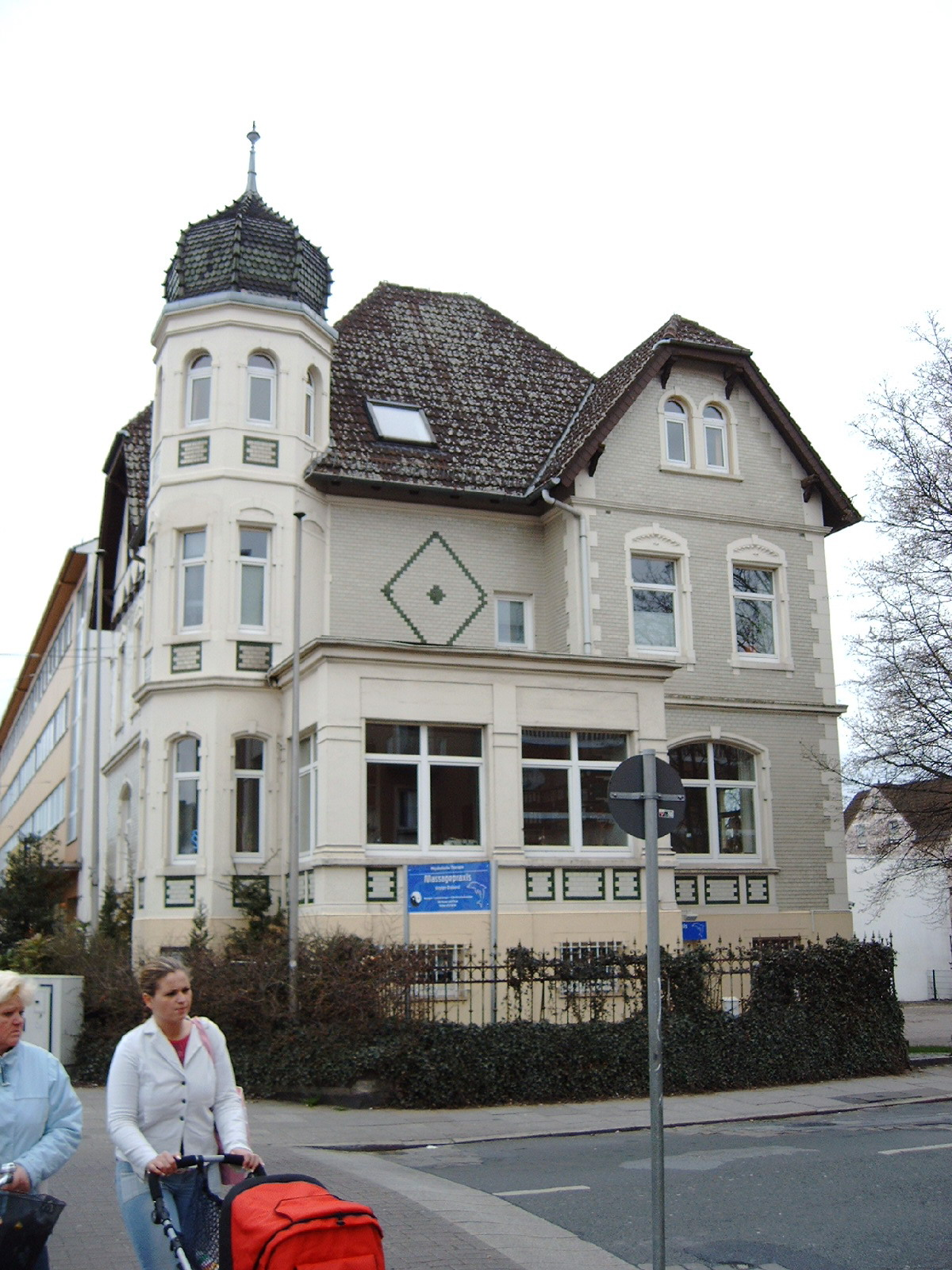
Nr. 167

Für die Rechte der Juden setzte sich erfolglos der preußische Gesandte bei den Hansestädten Graf August Otto von Grote ein, aber auch der preußische Staatskanzler Hardenberg und der österreichische Staatskanzler Fürst von Metternich. 1818 beschloss die Bremische Bürgerschaft  „unter keinerlei Art von Bedingung“ Juden aufzunehmen. Die Judenkommission des Bremer Rates beschloss deshalb 1819 willkürlich, den Juden in Bremen eine Verlängerung des Aufenthaltsrechts zu versagen, so dass 1826 nur noch zwei Schutzjuden in Bremen lebten, die vom Königreich  Hannover übernommen worden waren.
1849 wurde es den Juden wieder erlaubt, sich in Bremen niederzulassen. 1863 verlieh man der Israelitischen Gemeinde auch die Körperschaftsrechte.
1856 wurde die erste Synagoge in Bremen in einem Haus in der Marienstraße 12, nahe dem Hillmanns-Hotel eingeweiht. 1865 zog man in die Hankenstraße um. Hier war der Prediger Abraham tätig. 1876 wurde dann eine Synagoge in der früheren Gartenstraße 6, heute Kolpingstraße, in einem Haus vom Architekten J.D. Dunkel eingerichtet. Seit 1896 hatte die Israelitische Gemeinde wieder einen Rabbiner, Dr. Leopold Rosenak. Von 1916 bis 1924 war der Kaufmann Siegfried Meyer (gestorben 1935), Inhaber des Konfektionsgeschäfts Seidenhaus Koopmann, Vorsteher der Gemeinde. 1924 wurde Max Markreich Vorsitzender des Gemeinderats. 

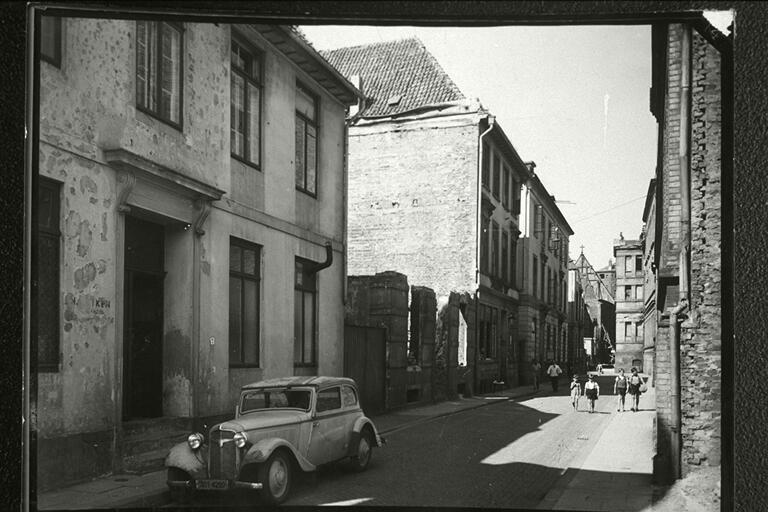
Ruine der Synagoge in der Gartenstraße 6, links daneben das Gemeindehaus (Nr. 7), heute Rosenak-Haus genannt, Ende der 1940er Jahre

1924 kaufte die Gemeinde die Villa Lamcken an der Gröpelinger Heerstraße 167 und eröffnete dort am 5. Mai 1925 das Jüdische Altenwohnheim. Später kam noch ein Gebäude in der nahe gelegenen Buxtehuder Straße 9 hinzu. In der Nacht vom 9. auf den 10. November 1938 wurden die Bewohner von Bremer SA-Männern überfallen und ausgeraubt; die alten Menschen wurden auf die Straße gezerrt und misshandelt. In der Folgezeit entstand im Haus eine drangvolle Enge, da die NS-Behörden alte Menschen aus Bremen und dem Umland aus ihren Wohnungen vertrieben. Als letzte Zuflucht blieb vielen nur das Jüdische Altenwohnheim, das die Gestapo am 23. Juli 1942 räumte und die 70 Bewohner deportierte, von denen 69 Personen grausam umkamen.
1926 erwarb die Verwaltung der Israelitischen Gemeinde das neben der Synagoge befindliche Wohnhaus und richtete darin das Gemeindehaus, die Religionsschule, ein Gemeindearchiv und eine „kleine Synagoge“ für den werktäglichen Gottesdienst ein. Als es 1927 eingeweiht wurde, benannte man es Rosenak-Haus, nach Leopold Rosenak, der 1923 gestorben war.
Noch 1933 gab es in der Israelitischen Gemeinde 1314 Mitglieder. 440 Juden Bremens wurden im November 1941 zu den Ghettos in Minsk und Riga deportiert. Im Jahr 1942 wurden 114 Bremer Juden in die Konzentrationslager Auschwitz und Theresienstadt deportiert und ermordet. Weitere 165 Juden wurden 1944 zu Arbeitserziehungslagern in Bremen-Farge gebracht. Im Februar 1945 wurden 90 Bremer Juden in das Konzentrationslager Theresienstadt gebracht.
Am 16. August 1945 wurde erneut eine Israelitische Gemeinde gegründet, die 1948 als Verein in das Vereinsregister eingetragen wurde. Die US-Besatzungsregierung requirierte um 1945 das Haus Hirschfeld am Osterdeich Nr. 17 und für einige Jahre hatte hier die Gemeinde ihren Sitz. 1952 erhielt die Israelitische Gemeinde die Körperschaftsrechte. Am 3. August 1961 erfolgte die Einweihung der neuen Synagoge an der Schwachhauser Heerstraße. Die Gemeinde hatte damals noch 150 Mitglieder. Im September 1996 erfolgte eine Umbenennung der Gemeinde. Diese heißt seitdem Jüdische Gemeinde im Lande Bremen.
Durch den Zuzug von Juden aus den GUS-Staaten hat die Jüdische Gemeinde im Lande Bremen wieder über 1000 Mitglieder. 2004 wurden 1200 Gemeindemitglieder gezählt.
Am 11. Oktober 2001 wurde ein Staatsvertrag zwischen der Freien Hansestadt Bremen und der Jüdischen Gemeinde im Lande Bremen unterzeichnet.
Seit 2008 gibt es beim Riensberger Friedhof den Jüdischen Friedhof Riensberg als zweiten jüdischen Friedhof in Bremen.

### In Bremen-Nord
Die Jüdische Gemeinde Aumund wurde um 1840 gegründet. Da es bis 1848 Juden verboten war, sich in Bremen niederzulassen bzw. Grundstücke zu erwerben, wurde die Synagoge im damals hannoverschen Aumund gebaut. Zur Gemeinde gehörten auch die Juden in Blumenthal, Grohn, Fähr, Rönnebeck, Rekum und später auch die in Lobbendorf, Vegesack und Lesum. Die Synagoge in der Kirchenstraße wurde am 10. November 1938 durch Angehörige der Bremer SA zerstört. 60 Juden aus Blumenthal, Aumund und Vegesack wurden 1941 im Zuge der „Endlösung“ nach Minsk deportiert und dort im Juli 1942 ermordet.

### In Bremerhaven

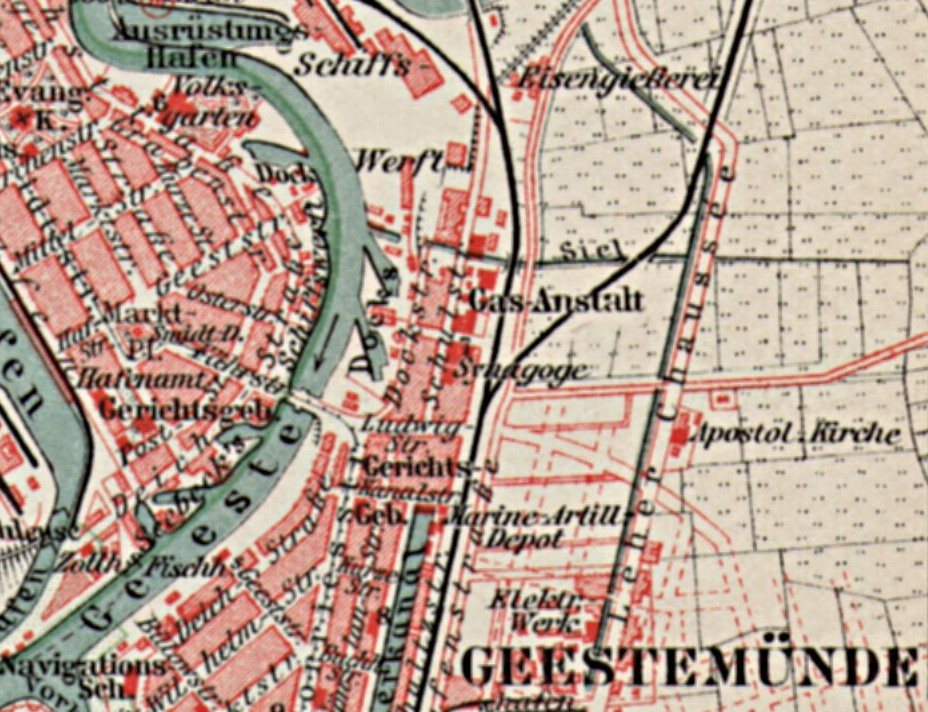
Lage alte Synagoge Geestemünde um 1905

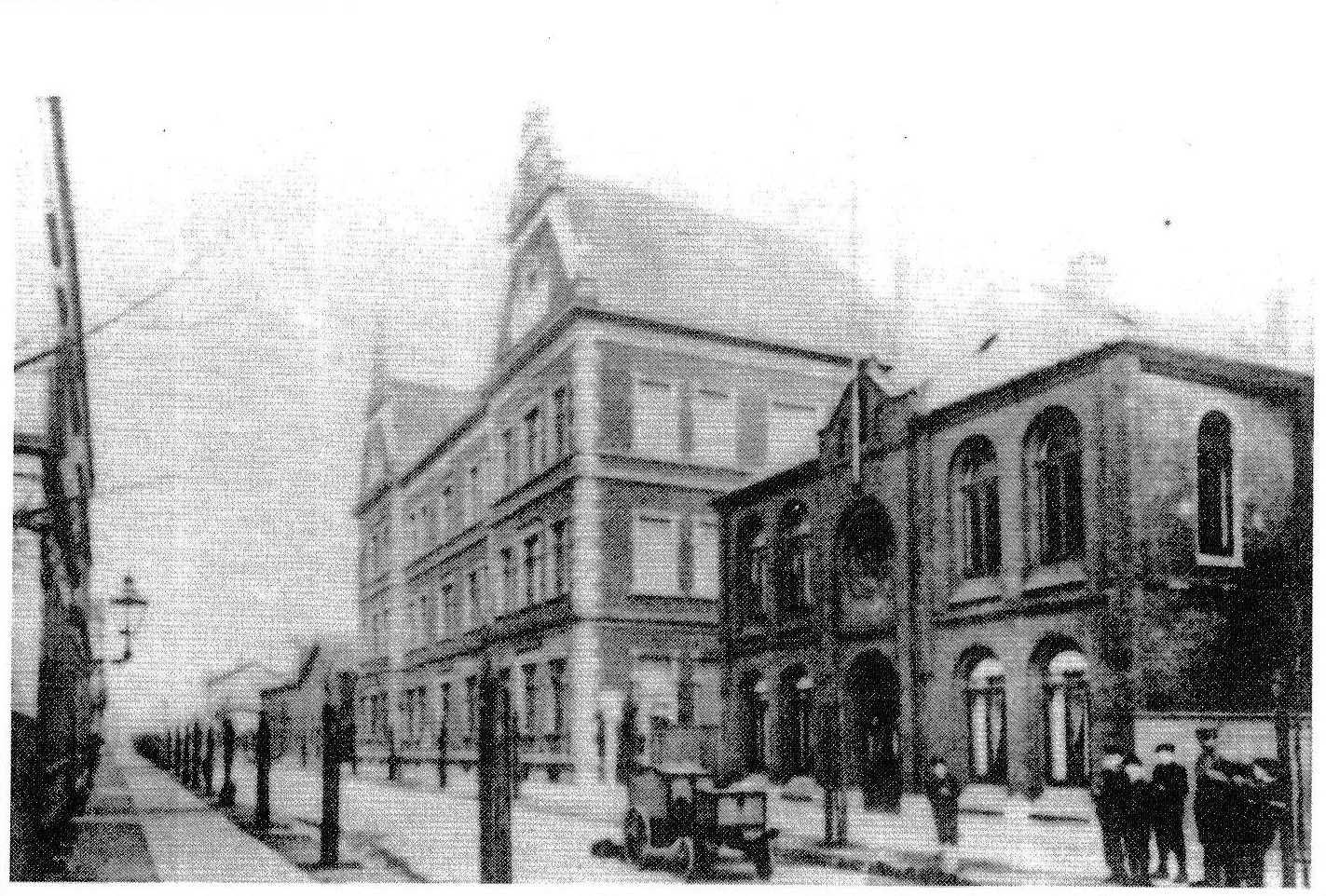
Alte Synagoge in Bremerhaven

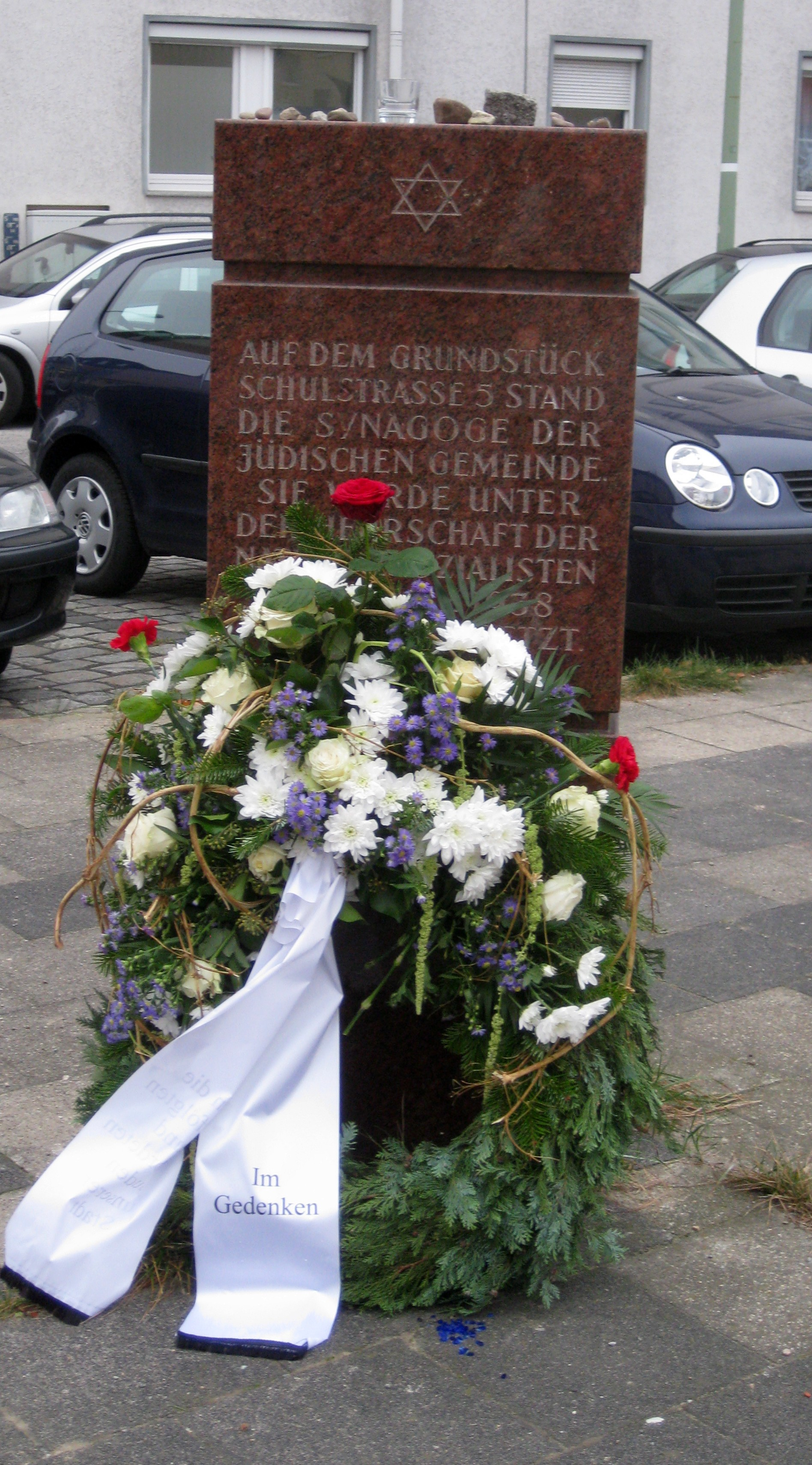
Gedenkstein mit Kranz nahe der Stelle in Bremerhaven, wo die Synagoge bis zum 9. November 1938 stand

Im November 2000 erfolgte in Bremerhaven die Neugründung einer jüdischen Gemeinde mit 30 Mitgliedern: Die Jüdische Gemeinschaft Bremerhaven e. V. hat ihren Sitz in Bremerhaven, Kleiner Blink 6. Sie war somit die erste jüdische Gemeinde Bremerhavens nach 1938. Da die frühere Synagoge im Stadtteil Geestemünde, Schulstr. 5, 1938 zerstört worden war, wurde eine neue Synagoge in der früheren Kirche am Kleinen Blink im Wohnviertel der Amerikanischen Streitkräfte in Bremerhaven eingerichtet und am 27. November 2000 mit der Übergabe von Thora-Rollen eingeweiht. An die alte Synagoge erinnert heute noch ein Gedenkstein.
Im März 2014 wurde der Bremerhavener Gemeinde von der Stadt ein Teil des Friedhofs Spadener Höhe übergeben, weil die Kapazität des jüdischen Friedhofs in Lehe erreicht war.